# Architekten- und Ingenieurverein Hamburg
Der Architekten- und Ingenieurverein Hamburg (AIV Hamburg) ist ein Zusammenschluss von Architekten und Ingenieure des Bauwesens. Ziel ist die kritische Begleitung und Förderung der baukulturellen Entwicklung der Stadt Hamburg. Er wurde im Jahre 1859 gegründet. Der Verein unterstützt die Zusammenarbeit und den Austausch der verschiedenen Disziplinen für die planenden und bauenden Architekten und Ingenieure durch Fachpublikationen, Auszeichnungen, Ausstellungen und Veranstaltungen.
Im AIV sind Freiberufler, Gewerbetreibende und Mitarbeiter des öffentlichen Dienstes organisiert. Schon Martin Haller war Mitglied des AIV (und sogar dessen Vorsitzender von 1876 bis 1884) und ebenfalls Fritz Schumacher. Der AIV Hamburg ist im Verband Deutscher Architekten- und Ingenieurvereine (DAI) organisiert.

## „Hamburg und seine Bauten“
Seit dem Jahr 1868 gibt der AIV im Abstand von ca. fünfzehn Jahren den Band „Hamburg und seine Bauten“ heraus.
- Hamburg: Historisch-topographische und baugeschichtliche Mittheilungen. Meissner, Hamburg 1868. (Digitalisat)
- Hamburg und seine Bauten unter Berücksichtigung der Nachbarstädte Altona und Wandsbeck. Selbstverlag des Vereins, Kommissions-Verlag von Otto Meißner, Hamburg 1890. (Digitalisat)
- Hamburg und seine Bauten unter Berücksichtigung der Nachbarstädte Altona und Wandsbek. Selbstverlag des Vereins, Vertrieb Boysen & Maasch, Hamburg 1914. (Digitalisat von Band 1 und Band 2)
- Hamburg und seine Bauten mit Altona, Wandsbek und Harburg-Wilhelmsburg : 1918–1929. Boysen & Maasch, Hamburg 1929, DNB 362274258. (Digitalisat)
- Hamburg und seine Bauten : 1929–1953. Hoffmann und Campe, Hamburg 1953, DNB 451787641.
- Hamburg und seine Bauten : 1954–1968. Hammonia-Verlag, Hamburg 1969.
- Hamburg und seine Bauten : 1969–1984. Christians, Hamburg 1984, ISBN 978-3-7672-0856-8. (520 Seiten)
- Hamburg und seine Bauten : 1985–2000. Dölling und Galitz, Hamburg  1999, ISBN 978-3-933374-38-7. (582 Seiten)
- Hamburg und seine Bauten : 2000–2015. Wachholtz, Kiel 2015, ISBN 978-3-529-05152-4. (720 Seiten)

## Fachpublikationen
Der AIV unterstützt und verlegt verschiedene Publikationen zu wichtigen Themen, z. B. „Der große Brand und der Wiederaufbau von Hamburg“ (1892), „Sturmfluten und Hochwasserschutz in Hamburg“ (1962), „Konstruktion zwischen Kunst und Konvention“. (1994).

## Öffentliche Veranstaltungen
Der AIV organisiert fortlaufend Vorträge, Diskussionen, Besichtigungen und Ausstellungen. Besonders zu nennen ist die Ausstellung von 2006 „Hamburg und seine Brücken“ im Hamburger Rathaus.

## Bauwerk des Jahres

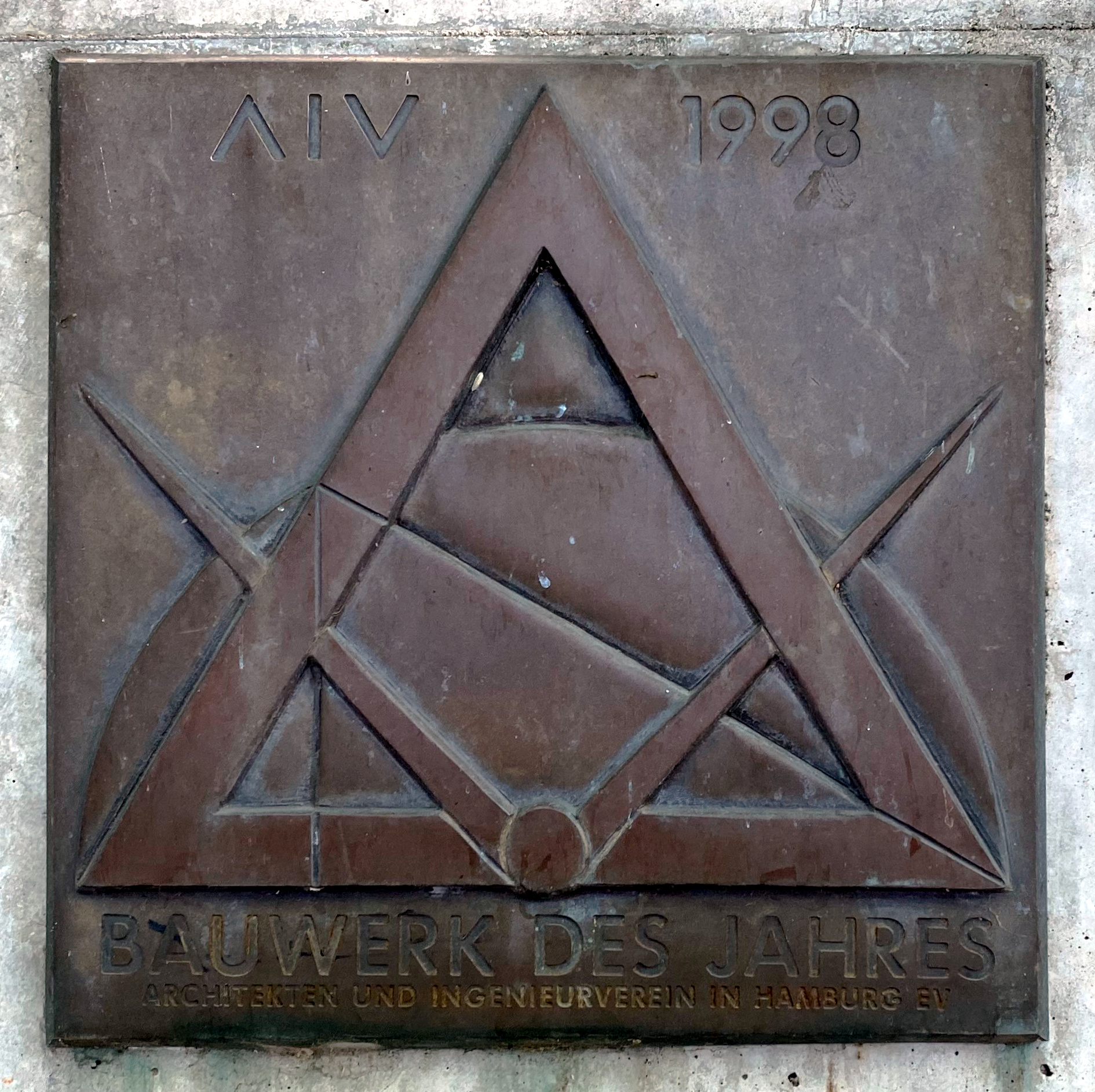
Plakette „Bauwerk des Jahres“ an der „Wohnbebauung Turmweg“ in Rotherbaum, vergeben 1998

Der AIV verleiht seit 1979 jedes Jahr die Auszeichnung „Bauwerk des Jahres“ an herausragende Hamburger Neubauten und städtebauliche Anlagen, die im jeweils vorangegangenen Jahr fertiggestellt wurden. An den Gebäuden wird eine Bronze-Plakette befestigt, die von Thomas Darboven gestaltet wurde. Pro Jahr wird die Auszeichnung drei- bis sechsmal vergeben.

## Chateauneuf-Medaille
Diese Auszeichnung wurde 1999 anlässlich des 200. Geburtstags von Alexis de Chateauneuf geschaffen. Seither wird sie vom AIV ohne festen Rhythmus an Persönlichkeiten und Institutionen vergeben. Ausgezeichnet werden Einzelpersonen oder ehrenamtlich tätige Institutionen, die sich in besonderer Weise und mit großem persönlichen Einsatz für stadtbildprägende Bauten und Projekte eingesetzt haben. Die Medaille wurde von dem Hamburger Metallbildhauer Winnie Schaak geschaffen.
Die bisherigen Preisträger sind:
- 1999 Helge Adolphsen, Hauptpastor der Hauptkirche St. Michaelis (Hamburg) (1987–2005) für seinen Einsatz zur Sanierung der Hauptkirche St. Michaelis
- 2002 Wolfgang Poppelbaum, Direktor der Hamburger Feuerkasse (1978–1994) für seine langjährige Unterstützung vieler denkmalpflegerischer Projekte und stadtgeschichtlicher Publikationen
- 2005 Fritz-Schumacher-Gesellschaft für wissenschaftliche Aufarbeitung, Publikationen und Öffentlichkeitsarbeit im Sinne der Bewahrung des Lebenswerkes von Fritz Schumacher
- 2008 Peter Dietrich, Vorstandsvorsitzender der Hamburger Hafen und Logistik AG, für seine Verdienste bei der Vorbereitung des Jahrhundertprojekts HafenCity
- 2014 Hermann-Reemtsma-Stiftung für die Unterstützung der Projekte Erhaltung historischer Wohnungsbauten in der Wohlwillstraße in der Vorstadt St. Pauli als Baudokument des Arbeiterwohnungsbaus der Frühzeit, die Restaurierung der Hauptkirche Sankt Katharinen (Hamburg)  und des Hauses der Patriotischen Gesellschaft von 1765 sowie beim Projekt Elbphilharmonie

## Schule und Beruf
Der AIV betreibt Nachwuchsförderung und steht in engem Kontakt zu den Hochschulen für Architektur und Bauingenieurwesen. Die Auslobung des Studentenwettbewerbs „Architektur- und Ingenieurbaupreis Hamburg“ wird vom AIV unterstützt.

## Festball der Architekten und Ingenieure
Der AIV veranstaltet alljährlich einen feierlichen Ball.

## Der Vorstand des AIV Hamburg
Der Vorstand wird auf der Grundlage der Satzung des Architekten- und Ingenieurvereins Hamburg e. V. in regelmäßigen Abständen von seinen Mitgliedern gewählt. Derzeit (September 2018) setzen sich Vorstand und Gremien des AIV Hamburg wie folgt zusammen:
- Vorsitzender: Stefan Ehmann
- Stellvertretender Vorsitzender: Fiona Krauß
- Geschäftsführer: Wolfgang Keen
- Rechnungs- und Schriftführer: Gudrun Karpa

Der erweiterte Vorstand: Gerhard Hirschfeld, Karl Morgen
Die Ausschüsse
- Vorsitzender Ausschuss für fachliche Arbeiten: Niels Roderjan
- Vorsitzender Festausschuss: Tina Unruh
- Vorsitzender Ausschuss für Öffentlichkeitsarbeit: David Böhning, Gudrun Karpa

Ehrenrat: Günther Lange, Joachim Brohm